# Pražec (hudba)

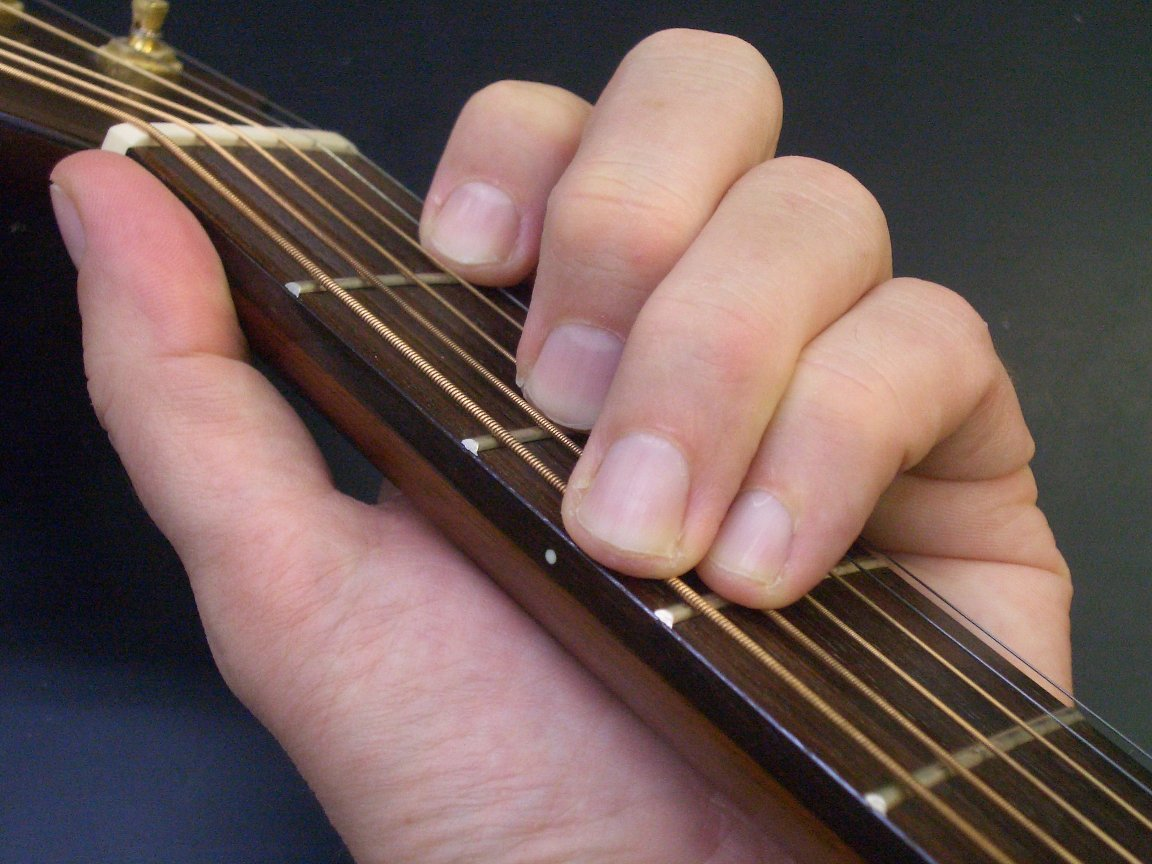
Pohled na krk kytary s prvními čtyřmi pražci

Pražec je součást některých strunných hudebních nástrojů upevněná příčně na jejich krku, obvykle po celé šíři. Na současných hudebních nástrojích se jedná vesměs o kovové pásky vsazené do hmatníku. Historické a některé mimoevropské hudební nástroje používají na místě pražců části strun ovázané okolo krku.
Pražce rozdělují krk na části které odpovídají hudebním intervalům, nejčastěji na půltóny. Jedna oktáva pak odpovídá vzdálenosti dvanácti pražců. Tisknutím strun prsty mezi pražci jsou zkracovány znějící části strun, čímž se dosahuje změny hraného tónu.
Jako první pražec se bere první příčná tyčka, ne ale však ta, co odděluje hlavu kytary od hmatníku, ta se nazývá nultý pražec.
Pro lepší orientaci na hmatníku bývají některé pražce označeny tečkou, případně jiným symbolem (více info v sekci hmatník):
- 3. pražec (1 tečka)
- 5. pražec (1 tečka)
- 7. pražec (1 tečka)
- 9. pražec (1 tečka)
- 12. pražec (2 tečky)
- 15. pražec (1 tečka)
- 17. pražec (1 tečka) (většinou jen u el. kytar)
- 19. pražec (1 tečka) (většinou jen u el. kytar)
- 21. pražec (1 tečka) (většinou jen u el. kytar)
- 24. pražec (2 tečky) (jen u některých el. kytar)